# Dialetto del Pays de Retz
Il dialetto del Pays de Retz o paydret (/pɛidɹe/) è un dialetto delle lingue di oïl (che comprende anche il francese standard) che viene parlato tradizionalmente nel Pays de Retz in Bretagna in Francia occidentale.
Questo dialetto ha, come tutti gli altri dialetti di oïl, somiglianze così forti con il francese standard che tende a confondersi con esso dagli anni 1950, quando i dialetti francesi cominciarono a essere combattuti nelle scuole repubblicane e che la televisione cominciò a espandersi.
Come tutti i dialetti francesi, il paydret è in forte declino dagli anni 1950, benché sia ancora ben parlato e che una trasmissione generazionale si faccia ancora naturalmente.